# Maypole
Maypole was een hardcore-punkband uit Eindhoven die actief was tussen 1994 en 2004. De band begon als scholierenbandje maar ging al snel punk en hardcore spelen. Maypole vormde samen met Urban Conflict (dat in 2002 uit elkaar ging) een vriendengroep en stond al vroeg binnen de scene bekend als 'die mennekes uit Eindhoven'. Dat imago zijn ze al lang geleden kwijtgeraakt en met name hun plaat Burning in Water, Drowning in Flame werd zeer goed ontvangen in de pers. Maypole toerde regelmatig door Europa.

## Bandleden
- Henk van Straten – vocals
- Michiel van der Bruggen – vocals
- Joris – gitaar
- Pit – drums
- Walter – gitaar
- Willian – basgitaar

## Discografie
- Contradictions (2001)
- Burning in Water, Drowning in Flame (2003)